# Pei Te Hurinui Jones
Pour les articles homonymes, voir Jones.
Œuvres principales
- Mahinarangi (1945)
- Ngā mōteatea (1958)
- King Potatau (1959)
- Puhiwāhine: Māori poetess (1961)
- Nga iwi o Tainui (1995)

Pei Te Hurinui Jones, né le 9 septembre 1898 à Harataunga et mort le 7 mai 1976 à Taumarunui, est un écrivain néo-zélandais.

## Biographie

### Éducation, et engagement auprès du Kingitanga
Né sur la péninsule de Coromandel de l'île du Nord de Nouvelle-Zélande, il est le fils d'un boutiquier pakeha, Daniel Lewis, et d'une femme maori, Paretekorae Poutama, de l’iwi (tribu) Ngati Maniapoto. Son père les ayant quittés peu après sa naissance, il est adopté par son grand-oncle maternel, Te Hurinui Te Wano. Lorsque sa mère épouse David Jones, un fermier d'ascendance Nga Puhi et pakeha, Pei prend le nom de famille de Jones.
Il est éduqué à l'école primaire d'Ongarue, et initié dans le même temps aux coutumes et aux rituels de sa tribu maternelle. Après son enseignement secondaire au Wesley College à Auckland, il trouve un emploi comme interprète pour le Département des Affaires autochtones, à Wanganui. Malgré une santé fragile durant son enfance, devenu jeune homme il pratique le rugby, et est champion des tournois nationaux maori de tennis de 1924 à 1928.
Dans les années 1920, il s'engage au mouvement Kingitanga, le mouvement unitaire maori qui vise à préserver l'autonomie, les terres et les coutumes des tribus autochtones de l'île du Nord. Il devient conseiller auprès de Te Puea Herangi, l'une des principales figures du mouvement, puis également, dans les années 1930, auprès du roi maori Koroki et de sa fille et héritière, Te Atairangikaahu. Lorsqu'une commission publique en 1928 recommande que les tribus du Waikato reçoivent compensation pour la saisie illégale de leurs terres à la suite des « guerres maori » dans les années 1860, Pei Te Hurinui devient l'un des principaux négociateurs pour ces tribus. Les négociations aboutissent à terme à un accord entériné par le Parlement en 1946.
Dans l'intervalle, Pei Te Hurinui Jones se présente une première fois comme candidat sans étiquette à une élection législative partielle en 1930, dans une circonscription réservée aux Maori. Il est candidat malheureux à nouveau en 1938 et en 1943, ainsi qu'à une élection partielle en 1945. Il se présente sans plus de succès comme candidat cette fois du Parti national aux élections législatives de 1957, 1960 et 1963. En 1940, il s'établit comme interprète et consultant privé à Hawera. En 1945 il déménage à Taumarunui et prend part au lancement de Puketapu Incorporation, entreprise d'exploitation forestière dont les actionnaires sont maoris. Il en devient secrétaire de direction, et publie les comptes et les rapports de l'entreprise en maori aussi bien qu'en anglais, tentative « d'exprimer de manière adéquate les idées et les concepts de la société occidentale dans sa langue maternelle ». L'entreprise prospère, établissant aussi une ferme ovine et versant des profits aux Maoris actionnaires avant d'être vendue à une autre entreprise en 1960.

### Écrivain et généalogiste
Bien que n'ayant reçu qu'une « éducation modeste », Pei Te Hurinui devient un écrivain « prolifique », à la fois en maori et en anglais. Il traduit d'abord en maori des œuvres de William Shakespeare : Le Marchand de Venise, Jules César, Othello. Il traduit également en maori le Rubaiyat d'Omar Khayyam, à partir de la célèbre traduction de cet ouvrage vers l'anglais par Edward FitzGerald. 
Soucieux de valoriser la langue maorie, qu'il manie avec une finesse littéraire, il est fait membre de la New Zealand Geographic Board, et est nommé à une commission chargée de retravailler le dictionnaire maori. Il contribue également de nombreux articles au Journal de la Société polynésienne. Dans les années 1950, il poursuit le travail entamé par le défunt Sir Apirana Ngata : collecter des chants maoris, les traduire en anglais et en publier le recueil. Il traduit ainsi près de trois-cents chants, complétant et rééditant l'ouvrage Nga Moteatea. Là où Apirana Ngata avait traduit les chants de manière plutôt littérale, Pei Te Hurinui adopte une traduction plus libre pour refléter la qualité littéraire des chants. 
Il écrit en anglais des romans historiques sur des figures de la société maorie : Potatau Te Wherowhero, le premier roi maori ; et la poétesse Puhiwahine. Ces livres mêlent vérité biographique et fiction. Il se consacre principalement, toutefois, à recueillir et rédiger les traditions et les généalogies (whakapapa) des Tainui, confédération de tribus du centre de l'île du Nord dont sa propre tribu Ngati Maniapoto. Il recueille les connaissances que lui confient les anciens de ces tribus, et rédige en maori une histoire des tribus tainui, de l'arrivée de leurs ancêtres en Nouvelle-Zélande jusqu'au début du XIXe siècle. Ses recherches sont reconnues lorsqu'il est fait officier de l'ordre de l’Empire britannique en 1961, puis par la délivrance d'un doctorat honorifique de l'université de Waikato en 1968.
Il est une figure respectée en Nouvelle-Zélande, et est le deuxième président du Conseil maori de Nouvelle-Zélande, établi en 1962 pour que le gouvernement puisse associer des représentants maoris aux décisions politiques qui les concernent. Marié deux fois, il n'engendre pas d'enfants mais adopte et élève les enfants de proches durant son premier mariage. Mort en 1976, il est inhumé au marae Te Tokanga-nui-a-noho à Te Kuiti.